# Équipe d'Angleterre de football au Championnat d'Europe 2024
 (février 2024).
Si vous disposez d'ouvrages ou d'articles de référence ou si vous connaissez des sites web de qualité traitant du thème abordé ici, merci de compléter l'article en donnant les références utiles à sa vérifiabilité et en les liant à la section « Notes et références ».
Cet article relate le parcours de l'équipe d'Angleterre de football lors du Championnat d'Europe de football 2024 organisé en Allemagne du 14 juin au 14 juillet 2024.

## Qualification

### Premier tour - Groupe C
| Rang | Équipe            | Pts | J | G | N | P | Bp | Bc | Diff |  | Résultats (▼ dom., ► ext.) |     |     |     |     |     |
| ---- | ----------------- | --- | - | - | - | - | -- | -- | ---- |  | -------------------------- | --- | --- | --- | --- | --- |
| 1    | Angleterre        | 20  | 8 | 6 | 2 | 0 | 22 | 4  | +18  |  | Angleterre                 |     | 3-1 | 2-0 | 7-0 | 2-0 |
| 2    | Italie            | 14  | 8 | 4 | 2 | 2 | 16 | 9  | +7   |  | Italie                     | 1-2 |     | 2-1 | 5-2 | 4-0 |
| 3    | Ukraine           | 14  | 8 | 4 | 2 | 2 | 11 | 8  | +3   |  | Ukraine                    | 1-1 | 0-0 |     | 2-0 | 1-0 |
| 4    | Macédoine du Nord | 8   | 8 | 2 | 2 | 4 | 10 | 20 | -10  |  | Macédoine du Nord          | 1-1 | 1-1 | 2-3 |     | 2-1 |
| 5    | Malte             | 0   | 8 | 0 | 0 | 8 | 2  | 20 | -18  |  | Malte                      | 0-4 | 0-2 | 1-3 | 0-2 |     |

| 1er match          | Italie                      | 1 - 2   | Angleterre                 | | |
| 23 mars 2023 20h45 | ( Pellegrini) Retegui 56e   | (0 - 2) | 13e Rice · 44e (pen.) Kane | Stade Diego Armando Maradona, Naples Spectateurs : 44 536 Arbitrage : Srdjan Jovanović Arbitre vidéo : Tomasz Kwiatkowski | Stade Diego Armando Maradona, Naples Spectateurs : 44 536 Arbitrage : Srdjan Jovanović Arbitre vidéo : Tomasz Kwiatkowski |
| 23 mars 2023 20h45 | Jorginho 62e · Acerbi 90+2e | Rapport | 71e Walker · 78e, 80e Shaw | Stade Diego Armando Maradona, Naples Spectateurs : 44 536 Arbitrage : Srdjan Jovanović Arbitre vidéo : Tomasz Kwiatkowski | Stade Diego Armando Maradona, Naples Spectateurs : 44 536 Arbitrage : Srdjan Jovanović Arbitre vidéo : Tomasz Kwiatkowski |

| 2e match           | Angleterre                               | 2 - 0   | Ukraine         | | |
| 26 mars 2023 18h00 | ( Saka) Kane 37e · ( Henderson) Saka 40e | (2 - 0) |                 | Stade de Wembley, Londres Spectateurs : 83 947 Arbitrage : Serdar Gözübüyük Arbitre vidéo : Pol van Boekel | Stade de Wembley, Londres Spectateurs : 83 947 Arbitrage : Serdar Gözübüyük Arbitre vidéo : Pol van Boekel |
| 26 mars 2023 18h00 |                                          | Rapport | 69e Malinovskyi | Stade de Wembley, Londres Spectateurs : 83 947 Arbitrage : Serdar Gözübüyük Arbitre vidéo : Pol van Boekel | Stade de Wembley, Londres Spectateurs : 83 947 Arbitrage : Serdar Gözübüyük Arbitre vidéo : Pol van Boekel |

| 3e match           | Malte          | 0 - 4   | Angleterre                                                                 | | |
| 16 juin 2023 20h45 |                | (0 - 3) | 8e (csc) Apap · 28e Alexander-Arnold · 31e (pen.) Kane · 82e (pen.) Wilson | Ta' Qali Stadium, Ta' Qali Spectateurs : 16 277 Arbitrage : Igor Pajac Arbitre vidéo : Duje Strukan | Ta' Qali Stadium, Ta' Qali Spectateurs : 16 277 Arbitrage : Igor Pajac Arbitre vidéo : Duje Strukan |
| 16 juin 2023 20h45 | Kristensen 49e | Rapport |                                                                            | Ta' Qali Stadium, Ta' Qali Spectateurs : 16 277 Arbitrage : Igor Pajac Arbitre vidéo : Duje Strukan | Ta' Qali Stadium, Ta' Qali Spectateurs : 16 277 Arbitrage : Igor Pajac Arbitre vidéo : Duje Strukan |

| 4e match           | Angleterre | 7 - 0   | Macédoine du Nord | | |
| 19 juin 2023 20h45 | ( Shaw) Kane 29e · ( Walker) Saka 39e · ( Henderson) Rashford 45e · ( Alexander-Arnold) Saka 47e · ( Kane) Saka 51e · Phillips 64e · Kane 73e (pen.) | (3 - 0) |                   | Old Trafford, Manchester Spectateurs : 70 708 Arbitrage : István Kovács Arbitre vidéo : Pol van Boekel | Old Trafford, Manchester Spectateurs : 70 708 Arbitrage : István Kovács Arbitre vidéo : Pol van Boekel |
| 19 juin 2023 20h45 | Rice 41e · Phillips 77e | Rapport | 72e Bejtulai      | Old Trafford, Manchester Spectateurs : 70 708 Arbitrage : István Kovács Arbitre vidéo : Pol van Boekel | Old Trafford, Manchester Spectateurs : 70 708 Arbitrage : István Kovács Arbitre vidéo : Pol van Boekel |

| 5e match               | Ukraine                          | 1 - 1   | Angleterre                 | | |
| 9 septembre 2023 18h00 | ( Konoplia) Zinchenko 26e        | (1 - 1) | 41e Walker (Kane )         | Stade municipal de Wrocław, Wrocław ( Pologne) Spectateurs : 39 000 Arbitrage : Georgi Kabakov Arbitre vidéo : Ivaylo Stoyanov | Stade municipal de Wrocław, Wrocław ( Pologne) Spectateurs : 39 000 Arbitrage : Georgi Kabakov Arbitre vidéo : Ivaylo Stoyanov |
| 9 septembre 2023 18h00 | Stepanenko 22e · Iaremtchouk 43e | Rapport | 35e Maddison · 86e Maguire | Stade municipal de Wrocław, Wrocław ( Pologne) Spectateurs : 39 000 Arbitrage : Georgi Kabakov Arbitre vidéo : Ivaylo Stoyanov | Stade municipal de Wrocław, Wrocław ( Pologne) Spectateurs : 39 000 Arbitrage : Georgi Kabakov Arbitre vidéo : Ivaylo Stoyanov |

| 6e match              | Angleterre                                       | 3 - 1   | Italie                                     | | |
| 17 octobre 2023 20h45 | Kane 32e (pen.) 77e · ( Bellingham) Rashford 57e | (1 - 1) | 15e Scamacca (Di Lorenzo )                 | Stade de Wembley, Londres Spectateurs : 83 194 Arbitrage : Clément Turpin Arbitre vidéo : Jérôme Brisard | Stade de Wembley, Londres Spectateurs : 83 194 Arbitrage : Clément Turpin Arbitre vidéo : Jérôme Brisard |
| 17 octobre 2023 20h45 | Phillips 9e                                      | Rapport | 10e Udogie · 30e Di Lorenzo · 65e Scalvini | Stade de Wembley, Londres Spectateurs : 83 194 Arbitrage : Clément Turpin Arbitre vidéo : Jérôme Brisard | Stade de Wembley, Londres Spectateurs : 83 194 Arbitrage : Clément Turpin Arbitre vidéo : Jérôme Brisard |

| 7e match               | Angleterre                       | 2 - 0   | Malte                       | | |
| 17 novembre 2023 20h45 | Pepe 8e (csc) · ( Saka) Kane 75e | (1 - 0) |                             | Stade de Wembley, Londres Spectateurs : 81 388 Arbitrage : Luis Godinho Arbitre vidéo : Hugo Miguel | Stade de Wembley, Londres Spectateurs : 81 388 Arbitrage : Luis Godinho Arbitre vidéo : Hugo Miguel |
| 17 novembre 2023 20h45 | Tomori 26e · Kane 28e            | Rapport | 23e Mbong · 39e Guillaumier | Stade de Wembley, Londres Spectateurs : 81 388 Arbitrage : Luis Godinho Arbitre vidéo : Hugo Miguel | Stade de Wembley, Londres Spectateurs : 81 388 Arbitrage : Luis Godinho Arbitre vidéo : Hugo Miguel |

| 8e match               | Macédoine du Nord | 1 - 1   | Angleterre                       | | |
| 20 novembre 2023 20h45 | Bardhi 41e        | (1 - 0) | 59e (csc) Atanasov               | Stade national Toše-Proeski, Skopje Spectateurs : 27 982 Arbitrage : Filip Glova Arbitre vidéo : Michal Ocenáš | Stade national Toše-Proeski, Skopje Spectateurs : 27 982 Arbitrage : Filip Glova Arbitre vidéo : Michal Ocenáš |
| 20 novembre 2023 20h45 | Elmas 17e         | Rapport | 40e Lewis · 56e Alexander-Arnold | Stade national Toše-Proeski, Skopje Spectateurs : 27 982 Arbitrage : Filip Glova Arbitre vidéo : Michal Ocenáš | Stade national Toše-Proeski, Skopje Spectateurs : 27 982 Arbitrage : Filip Glova Arbitre vidéo : Michal Ocenáš |

## Préparation

### Matchs de préparation au Championnat d'Europe
Liste détaillée des matches d'Angleterre depuis sa qualification à l'Euro 2024 :
| 1er match          | Angleterre | 0 - 1   | Brésil      |                                                                                              |                                                                                              |
| 23 mars 2024 20h00 |            | (0 - 0) | 80e Endrick | Stade de Wembley, Londres Spectateurs : 83 467 Arbitrage : Artur Soares Dias Arbitre vidéo : | Stade de Wembley, Londres Spectateurs : 83 467 Arbitrage : Artur Soares Dias Arbitre vidéo : |
| 23 mars 2024 20h00 | Rapport    |         |             | Stade de Wembley, Londres Spectateurs : 83 467 Arbitrage : Artur Soares Dias Arbitre vidéo : | Stade de Wembley, Londres Spectateurs : 83 467 Arbitrage : Artur Soares Dias Arbitre vidéo : |

| 2e match           | Angleterre                          | 2 - 2   | Belgique          |                                                                                               |                                                                                               |
| 26 mars 2024 20h45 | Toney 17e (pen.) · Bellingham 90+5e | (1 - 2) | 11e 36e Tielemans | Stade de Wembley, Londres Spectateurs : 80 733 Arbitrage : Sebastian Gishamer Arbitre vidéo : | Stade de Wembley, Londres Spectateurs : 80 733 Arbitrage : Sebastian Gishamer Arbitre vidéo : |
| 26 mars 2024 20h45 | Rapport                             |         |                   | Stade de Wembley, Londres Spectateurs : 80 733 Arbitrage : Sebastian Gishamer Arbitre vidéo : | Stade de Wembley, Londres Spectateurs : 80 733 Arbitrage : Sebastian Gishamer Arbitre vidéo : |

| 3e match          | Angleterre                                          | 3 - 0   | Bosnie-Herzégovine |                                                                                                  |                                                                                                  |
| 3 juin 2024 20h45 | Palmer 60e (pen.) · Alexander-Arnold 85e · Kane 89e | (0 - 0) |                    | St James' Park, Newcastle upon Tyne Spectateurs : 50 061 Arbitrage : Rohit Saggi Arbitre vidéo : | St James' Park, Newcastle upon Tyne Spectateurs : 50 061 Arbitrage : Rohit Saggi Arbitre vidéo : |
| 3 juin 2024 20h45 | Rapport                                             |         |                    | St James' Park, Newcastle upon Tyne Spectateurs : 50 061 Arbitrage : Rohit Saggi Arbitre vidéo : | St James' Park, Newcastle upon Tyne Spectateurs : 50 061 Arbitrage : Rohit Saggi Arbitre vidéo : |

| 4e match          | Angleterre | 0 - 1   | Islande          |                                                                    |                                                                    |
| 7 juin 2024 20h45 |            | (0 - 1) | 12e Þorsteinsson | Stade de Wembley, Londres Arbitrage : Davide Massa Arbitre vidéo : | Stade de Wembley, Londres Arbitrage : Davide Massa Arbitre vidéo : |
| 7 juin 2024 20h45 | Rapport    |         |                  | Stade de Wembley, Londres Arbitrage : Davide Massa Arbitre vidéo : | Stade de Wembley, Londres Arbitrage : Davide Massa Arbitre vidéo : |

## Effectif
Le 21 mai 2024, l'Angleterre convoque 33 joueurs dans l'équipe pour un camp d'entraînement préliminaire avant le tournoi. Le 6 juin 2024, la Fédération anglaise confirme que James Maddison et Curtis Jones ne font pas partie de l'équipe finale de 26 joueurs. Plus tard dans la même journée, l'équipe finale de 26 hommes est annoncée, Jarrad Branthwaite, Jack Grealish, Harry Maguire, Jarell Quansah et James Trafford en sont exclus.

## Compétition
Le camp de base de l'Angleterre se situe dans la ville de Blankenhain, en Thuringe.

### Format et tirage au sort
Le tirage au sort de l'Euro a lieu le samedi 2 décembre 2023 à la Philharmonie de l'Elbe, salle de concert située à Hambourg. C’est le classement final des éliminatoires qui est pris en compte, la sélection se classe 5e du classement, et est placée dans le chapeau 1.

### Premier tour
| v · m | Équipe     | Pts | J | G | N | P | Bp | Bc | Diff |
| ----- | ---------- | --- | - | - | - | - | -- | -- | ---- |
| 1     | Angleterre | 5   | 3 | 1 | 2 | 0 | 2  | 1  | +1   |
| 2     | Danemark   | 3   | 3 | 0 | 3 | 0 | 2  | 2  | 0    |
| 3     | Slovénie   | 3   | 3 | 0 | 3 | 0 | 2  | 2  | 0    |
| 4     | Serbie     | 2   | 3 | 0 | 2 | 1 | 1  | 2  | -1   |

#### Serbie - Angleterre
| Match 6                 | Serbie                                 | 0 - 1   | Angleterre             | Arena AufSchalke, Gelsenkirchen                                                     |                                                                                     |
| 16 juin 2024 21h00 CEST |                                        | (0 - 1) | 13e Bellingham ( Saka) | Spectateurs : 48 953 Arbitrage : Daniele Orsato Arbitre vidéo : Massimiliano Irrati | Spectateurs : 48 953 Arbitrage : Daniele Orsato Arbitre vidéo : Massimiliano Irrati |
| 16 juin 2024 21h00 CEST | Gudelj 39e · Tadić 75e · Stojković 83e | Rapport |                        | Spectateurs : 48 953 Arbitrage : Daniele Orsato Arbitre vidéo : Massimiliano Irrati | Spectateurs : 48 953 Arbitrage : Daniele Orsato Arbitre vidéo : Massimiliano Irrati |

#### Danemark - Angleterre
| Match 17                | Danemark                                   | 1 - 1   | Angleterre    | Frankfurt Arena, Francfort-sur-le-Main                                                |                                                                                       |
| 20 juin 2024 18h00 CEST | ( Kristiansen) Hjulmand 34e                | (1 - 1) | 18e Kane      | Spectateurs : 54 000 Arbitrage : Artur Soares Dias Arbitre vidéo : Tiago Martins (en) | Spectateurs : 54 000 Arbitrage : Artur Soares Dias Arbitre vidéo : Tiago Martins (en) |
| 20 juin 2024 18h00 CEST | Vestergaard 27e · Mæhle 73e · Nørgaard 87e | Rapport | 62e Gallagher | Spectateurs : 54 000 Arbitrage : Artur Soares Dias Arbitre vidéo : Tiago Martins (en) | Spectateurs : 54 000 Arbitrage : Artur Soares Dias Arbitre vidéo : Tiago Martins (en) |

#### Angleterre - Slovénie
| Match 29                | Angleterre                           | 0 - 0   | Slovénie              | Stade de Cologne, Cologne                                                      |                                                                                |
| 25 juin 2024 21h00 CEST |                                      | (0 - 0) |                       | Spectateurs : 41 536 Arbitrage : Clément Turpin Arbitre vidéo : Jérôme Brisard | Spectateurs : 41 536 Arbitrage : Clément Turpin Arbitre vidéo : Jérôme Brisard |
| 25 juin 2024 21h00 CEST | Trippier 17e · Guéhi 68e · Foden 77e | Rapport | 22e Janža · 72e Bijol | Spectateurs : 41 536 Arbitrage : Clément Turpin Arbitre vidéo : Jérôme Brisard | Spectateurs : 41 536 Arbitrage : Clément Turpin Arbitre vidéo : Jérôme Brisard |

### Huitième de finale
| Match 40                 | Angleterre                                    | 2 - 1 a. p.           | Slovaquie                                                            | Arena AufSchalke, Gelsenkirchen                                               |                                                                               |
| 30 juin 2024 18 h 0 CEST | ( Guéhi) Bellingham 90+5e · ( Toney) Kane 91e | (0 - 1, 1 - 1, 2 - 1) | 25e Schranz ( Strelec)                                               | Spectateurs : 47 244 Arbitrage : Halil Umut Meler Arbitre vidéo : Marco Fritz | Spectateurs : 47 244 Arbitrage : Halil Umut Meler Arbitre vidéo : Marco Fritz |
| 30 juin 2024 18 h 0 CEST | Guéhi 3e · Mainoo 7e · Bellingham 17e         | Rapport               | 13e Kucka · 45+1e Škriniar · 77e Pekarík · 108e Vavro · 114e Gyömbér | Spectateurs : 47 244 Arbitrage : Halil Umut Meler Arbitre vidéo : Marco Fritz | Spectateurs : 47 244 Arbitrage : Halil Umut Meler Arbitre vidéo : Marco Fritz |

### Quart de finale
| Match 48                   | Angleterre                                            | 1 - 1 a. p.           | Suisse                             | Düsseldorf Arena, Düsseldorf                                                        |                                                                                     |
| 6 juillet 2024 18 h 0 CEST | ( Rice) Saka 80e                                      | (0 - 0, 1 - 1, 1 - 1) | 75e Embolo ( Ndoye)                | Spectateurs : 46 907 Arbitrage : Daniele Orsato Arbitre vidéo : Massimiliano Irrati | Spectateurs : 46 907 Arbitrage : Daniele Orsato Arbitre vidéo : Massimiliano Irrati |
| 6 juillet 2024 18 h 0 CEST | Kane 67e                                              | Rapport               | 32e Schär · 85e Widmer ·           | Spectateurs : 46 907 Arbitrage : Daniele Orsato Arbitre vidéo : Massimiliano Irrati | Spectateurs : 46 907 Arbitrage : Daniele Orsato Arbitre vidéo : Massimiliano Irrati |
| 6 juillet 2024 18 h 0 CEST | Palmer · Bellingham · Saka · Toney · Alexander-Arnold | Tirs au but 5 - 3     | Akanji · Schär · Shaqiri · Amdouni | Spectateurs : 46 907 Arbitrage : Daniele Orsato Arbitre vidéo : Massimiliano Irrati | Spectateurs : 46 907 Arbitrage : Daniele Orsato Arbitre vidéo : Massimiliano Irrati |

### Demi-finale
| Match 50                    | Pays-Bas                                   | 1 - 2   | Angleterre                                 | BVB Stadion Dortmund, Dortmund                                                |                                                                               |
| 10 juillet 2024 21 h 0 CEST | Simons 7e                                  | (1 - 1) | 18e (pen.) Kane · 90+1e Watkins ( Palmer)  | Spectateurs : 60 926 Arbitrage : Felix Zwayer Arbitre vidéo : Bastian Dankert | Spectateurs : 60 926 Arbitrage : Felix Zwayer Arbitre vidéo : Bastian Dankert |
| 10 juillet 2024 21 h 0 CEST | Dumfries 17e · van Dijk 87e · Simons 90+1e | Rapport | 72e Bellingham · 86e Saka · 90+4e Trippier | Spectateurs : 60 926 Arbitrage : Felix Zwayer Arbitre vidéo : Bastian Dankert | Spectateurs : 60 926 Arbitrage : Felix Zwayer Arbitre vidéo : Bastian Dankert |

### Finale
| Match 51                    | Espagne                                            | 2 - 1   | Angleterre               | Stade olympique, Berlin                                                           |                                                                                   |
| 14 juillet 2024 21 h 0 CEST | ( Yamal) Williams 47e · ( Cucurella) Oyarzabal 86e | (0 - 0) | 73e Palmer ( Bellingham) | Spectateurs : 65 600 Arbitrage : François Letexier Arbitre vidéo : Jérôme Brisard | Spectateurs : 65 600 Arbitrage : François Letexier Arbitre vidéo : Jérôme Brisard |
| 14 juillet 2024 21 h 0 CEST | Olmo 31e                                           | Rapport | 25e Kane · 53e Stones ·  | Spectateurs : 65 600 Arbitrage : François Letexier Arbitre vidéo : Jérôme Brisard | Spectateurs : 65 600 Arbitrage : François Letexier Arbitre vidéo : Jérôme Brisard |

| Espagne | Angleterre |

| ESPAGNE :         |    |                  |     |     |
|                   |    |                  |     |     |
| Gardien de but    | 23 | Unai Simón       |     |     |
|                   | 3  | Robin Le Normand |     | 83e |
|                   | 14 | Aymeric Laporte  |     |     |
|                   | 24 | Marc Cucurella   |     |     |
|                   | 2  | Dani Carvajal    |     |     |
|                   | 8  | Fabián Ruiz      |     |     |
|                   | 16 | Rodri            |     | 46e |
|                   | 10 | Dani Olmo        | 31e |     |
|                   | 17 | Nico Williams    |     |     |
|                   | 19 | Lamine Yamal     |     | 89e |
|                   | 7  | Álvaro Morata    |     | 68e |
| Remplaçants :     |    |                  |     |     |
|                   | 18 | Martín Zubimendi |     | 46e |
|                   | 21 | Mikel Oyarzabal  |     | 68e |
|                   | 4  | Nacho            |     | 83e |
|                   | 6  | Mikel Merino     |     | 89e |
| Sélectionneur :   |    |                  |     |     |
| Luis de la Fuente |    |                  |     |     |

| ANGLETERRE :     |    |                 |       |     |
|                  |    |                 |       |     |
| Gardien de but   | 1  | Jordan Pickford |       |     |
|                  | 2  | Kyle Walker     |       |     |
|                  | 5  | John Stones     | 53e   |     |
|                  | 6  | Marc Guéhi      |       |     |
|                  | 7  | Bukayo Saka     |       |     |
|                  | 26 | Kobbie Mainoo   |       | 70e |
|                  | 4  | Declan Rice     |       |     |
|                  | 3  | Luke Shaw       |       |     |
|                  | 11 | Phil Foden      |       | 89e |
|                  | 10 | Jude Bellingham |       |     |
|                  | 9  | Harry Kane      | 25e   | 61e |
| Remplaçants :    |    |                 |       |     |
|                  | 19 | Ollie Watkins   | 90+1e | 61e |
|                  | 24 | Cole Palmer     |       | 70e |
|                  | 17 | Ivan Toney      |       | 89e |
| Sélectionneur :  |    |                 |       |     |
| Gareth Southgate |    |                 |       |     |

| Assistants : Cyril Mugnier Mehdi Rahmouni Quatrième arbitre : Szymon Marciniak Assistant de réserve : Tomasz Listkiewicz Assistants du VAR : Willy Delajod Massimiliano Irrati Homme du match : Nico Williams |

## Statistiques

### Temps de jeu
| N°         | Joueur                 |          |          |          |          |          |          |          | TT       | But inscrit | Passe décisive | MJ       | MT       | Légende |
| ---------- | ---------------------- | -------- | -------- | -------- | -------- | -------- | -------- | -------- | -------- | ----------- | -------------- | -------- | -------- | --- |
| Gardiens   | Gardiens               | Gardiens | Gardiens | Gardiens | Gardiens | Gardiens | Gardiens | Gardiens | Gardiens | Gardiens    | Gardiens       | Gardiens | Gardiens | Abréviations et symboles : TT : Total de minutes jouées MJ : Nombre de matchs joués MT : Matchs joués en tant que titulaire : but : passe décisive : joueur entré : joueur remplacé : capitaine : carton jaune : carton rouge |
| 1          | Jordan Pickford        | 90       | 90       | 90       | 120      | 120      | -        | -        | 510      | -           | -              | 5        | 5        | Abréviations et symboles : TT : Total de minutes jouées MJ : Nombre de matchs joués MT : Matchs joués en tant que titulaire : but : passe décisive : joueur entré : joueur remplacé : capitaine : carton jaune : carton rouge |
| 13         | Aaron Ramsdale         | -        | -        | -        | -        | -        | -        | -        | -        | -           | -              | -        | -        | Abréviations et symboles : TT : Total de minutes jouées MJ : Nombre de matchs joués MT : Matchs joués en tant que titulaire : but : passe décisive : joueur entré : joueur remplacé : capitaine : carton jaune : carton rouge |
| 23         | Dean Henderson         | -        | -        | -        | -        | -        | -        | -        | -        | -           | -              | -        | -        | Abréviations et symboles : TT : Total de minutes jouées MJ : Nombre de matchs joués MT : Matchs joués en tant que titulaire : but : passe décisive : joueur entré : joueur remplacé : capitaine : carton jaune : carton rouge |
| Défenseurs |                        |          |          |          |          |          |          |          |          |             |                |          |          | Abréviations et symboles : TT : Total de minutes jouées MJ : Nombre de matchs joués MT : Matchs joués en tant que titulaire : but : passe décisive : joueur entré : joueur remplacé : capitaine : carton jaune : carton rouge |
| 2          | Kyle Walker            | 90       | 90       | 90       | 120      | 120      | -        | -        | 510      | -           | -              | 5        | 5        | Abréviations et symboles : TT : Total de minutes jouées MJ : Nombre de matchs joués MT : Matchs joués en tant que titulaire : but : passe décisive : joueur entré : joueur remplacé : capitaine : carton jaune : carton rouge |
| 3          | Luke Shaw              | -        | -        | -        | -        | 78       | -        | -        | 78       | -           | -              | 1        | 0        | Abréviations et symboles : TT : Total de minutes jouées MJ : Nombre de matchs joués MT : Matchs joués en tant que titulaire : but : passe décisive : joueur entré : joueur remplacé : capitaine : carton jaune : carton rouge |
| 5          | John Stones            | 90       | 90       | 90       | 120      | 120      | -        | -        | 510      | -           | -              | 5        | 5        | Abréviations et symboles : TT : Total de minutes jouées MJ : Nombre de matchs joués MT : Matchs joués en tant que titulaire : but : passe décisive : joueur entré : joueur remplacé : capitaine : carton jaune : carton rouge |
| 6          | Marc Guéhi             | 90       | 90       | 90       | 120      | -        | -        | -        | 390      | -           | 1              | 4        | 4        | Abréviations et symboles : TT : Total de minutes jouées MJ : Nombre de matchs joués MT : Matchs joués en tant que titulaire : but : passe décisive : joueur entré : joueur remplacé : capitaine : carton jaune : carton rouge |
| 8          | Trent Alexander-Arnold | 69       | 54       | 6        | -        | 115      | -        | -        | 134      | -           | -              | 4        | 2        | Abréviations et symboles : TT : Total de minutes jouées MJ : Nombre de matchs joués MT : Matchs joués en tant que titulaire : but : passe décisive : joueur entré : joueur remplacé : capitaine : carton jaune : carton rouge |
| 12         | Kieran Trippier        | 90       | 90       | 84       | 66       | 78       | -        | -        | 408      | -           | -              | 5        | 5        | Abréviations et symboles : TT : Total de minutes jouées MJ : Nombre de matchs joués MT : Matchs joués en tant que titulaire : but : passe décisive : joueur entré : joueur remplacé : capitaine : carton jaune : carton rouge |
| 14         | Ezri Konsa             | -        | -        | -        | 14       | 78       | -        | -        | 92       | -           | -              | 2        | 1        | Abréviations et symboles : TT : Total de minutes jouées MJ : Nombre de matchs joués MT : Matchs joués en tant que titulaire : but : passe décisive : joueur entré : joueur remplacé : capitaine : carton jaune : carton rouge |
| 15         | Lewis Dunk             | -        | -        | -        | -        | -        | -        | -        | -        | -           | -              | -        | -        | Abréviations et symboles : TT : Total de minutes jouées MJ : Nombre de matchs joués MT : Matchs joués en tant que titulaire : but : passe décisive : joueur entré : joueur remplacé : capitaine : carton jaune : carton rouge |
| 22         | Joe Gomez              | -        | -        | -        | -        | -        | -        | -        | -        | -           | -              | -        | -        | Abréviations et symboles : TT : Total de minutes jouées MJ : Nombre de matchs joués MT : Matchs joués en tant que titulaire : but : passe décisive : joueur entré : joueur remplacé : capitaine : carton jaune : carton rouge |
| Milieux    |                        |          |          |          |          |          |          |          |          |             |                |          |          | Abréviations et symboles : TT : Total de minutes jouées MJ : Nombre de matchs joués MT : Matchs joués en tant que titulaire : but : passe décisive : joueur entré : joueur remplacé : capitaine : carton jaune : carton rouge |
| 4          | Declan Rice            | 90       | 90       | 90       | 120      | 120      | -        | -        | 510      | -           | -              | 5        | 5        | Abréviations et symboles : TT : Total de minutes jouées MJ : Nombre de matchs joués MT : Matchs joués en tant que titulaire : but : passe décisive : joueur entré : joueur remplacé : capitaine : carton jaune : carton rouge |
| 10         | Jude Bellingham        | 86       | 90       | 90       | 106      | 120      | -        | -        | 492      | 2           | -              | 5        | 5        | Abréviations et symboles : TT : Total de minutes jouées MJ : Nombre de matchs joués MT : Matchs joués en tant que titulaire : but : passe décisive : joueur entré : joueur remplacé : capitaine : carton jaune : carton rouge |
| 16         | Conor Gallagher        | 21       | 36       | 46       | 14       | -        | -        | -        | 117      | -           | -              | 4        | 1        | Abréviations et symboles : TT : Total de minutes jouées MJ : Nombre de matchs joués MT : Matchs joués en tant que titulaire : but : passe décisive : joueur entré : joueur remplacé : capitaine : carton jaune : carton rouge |
| 21         | Eberechi Eze           | -        | 20       | -        | 36       | 78       | -        | -        | 98       | -           | -              | 3        | 0        | Abréviations et symboles : TT : Total de minutes jouées MJ : Nombre de matchs joués MT : Matchs joués en tant que titulaire : but : passe décisive : joueur entré : joueur remplacé : capitaine : carton jaune : carton rouge |
| 24         | Cole Palmer            | -        | -        | 29       | 54       | 78       | -        | -        | 125      | -           | -              | 3        | 0        | Abréviations et symboles : TT : Total de minutes jouées MJ : Nombre de matchs joués MT : Matchs joués en tant que titulaire : but : passe décisive : joueur entré : joueur remplacé : capitaine : carton jaune : carton rouge |
| 25         | Adam Wharton           | -        | -        | -        | -        | -        | -        | -        | -        | -           | -              | -        | -        | Abréviations et symboles : TT : Total de minutes jouées MJ : Nombre de matchs joués MT : Matchs joués en tant que titulaire : but : passe décisive : joueur entré : joueur remplacé : capitaine : carton jaune : carton rouge |
| 26         | Kobbie Mainoo          | 4        | -        | 44       | 84       | 78       | -        | -        | 210      | -           | -              | 4        | 2        | Abréviations et symboles : TT : Total de minutes jouées MJ : Nombre de matchs joués MT : Matchs joués en tant que titulaire : but : passe décisive : joueur entré : joueur remplacé : capitaine : carton jaune : carton rouge |
| Attaquants |                        |          |          |          |          |          |          |          |          |             |                |          |          | Abréviations et symboles : TT : Total de minutes jouées MJ : Nombre de matchs joués MT : Matchs joués en tant que titulaire : but : passe décisive : joueur entré : joueur remplacé : capitaine : carton jaune : carton rouge |
| 7          | Bukayo Saka            | 76       | 70       | 71       | 120      | 120      | -        | -        | 457      | 1           | 1              | 5        | 5        | Abréviations et symboles : TT : Total de minutes jouées MJ : Nombre de matchs joués MT : Matchs joués en tant que titulaire : but : passe décisive : joueur entré : joueur remplacé : capitaine : carton jaune : carton rouge |
| 9          | Harry Kane             | 90       | 69       | 90       | 106      | 109      | -        | -        | 464      | 2           | -              | 5        | 5        | Abréviations et symboles : TT : Total de minutes jouées MJ : Nombre de matchs joués MT : Matchs joués en tant que titulaire : but : passe décisive : joueur entré : joueur remplacé : capitaine : carton jaune : carton rouge |
| 11         | Phil Foden             | 90       | 69       | 89       | 90       | 115      | -        | -        | 463      | -           | -              | 5        | 5        | Abréviations et symboles : TT : Total de minutes jouées MJ : Nombre de matchs joués MT : Matchs joués en tant que titulaire : but : passe décisive : joueur entré : joueur remplacé : capitaine : carton jaune : carton rouge |
| 17         | Ivan Toney             | -        | -        | -        | 30       | 109      | -        | -        | 41       | -           | 1              | 2        | 0        | Abréviations et symboles : TT : Total de minutes jouées MJ : Nombre de matchs joués MT : Matchs joués en tant que titulaire : but : passe décisive : joueur entré : joueur remplacé : capitaine : carton jaune : carton rouge |
| 18         | Anthony Gordon         | -        | -        | 1        | -        | -        | -        | -        | 1        | -           | -              | 1        | 0        | Abréviations et symboles : TT : Total de minutes jouées MJ : Nombre de matchs joués MT : Matchs joués en tant que titulaire : but : passe décisive : joueur entré : joueur remplacé : capitaine : carton jaune : carton rouge |
| 19         | Ollie Watkins          | -        | 21       | -        | -        | -        | -        | -        | 21       | -           | -              | 1        | 0        | Abréviations et symboles : TT : Total de minutes jouées MJ : Nombre de matchs joués MT : Matchs joués en tant que titulaire : but : passe décisive : joueur entré : joueur remplacé : capitaine : carton jaune : carton rouge |
| 20         | Jarrod Bowen           | 14       | 21       | -        | -        | -        | -        | -        | 35       | -           | -              | 2        | 0        | Abréviations et symboles : TT : Total de minutes jouées MJ : Nombre de matchs joués MT : Matchs joués en tant que titulaire : but : passe décisive : joueur entré : joueur remplacé : capitaine : carton jaune : carton rouge |

| Buts | Joueurs         | Adversaires         |
| ---- | --------------- | ------------------- |
| 2    | Jude Bellingham | Serbie, Slovaquie   |
| 2    | Harry Kane      | Danemark, Slovaquie |

| Passes | Joueurs     | Adversaires |
| ------ | ----------- | ----------- |
| 1      | Marc Guéhi  | Slovaquie   |
| 1      | Bukayo Saka | Serbie      |
| 1      | Ivan Toney  | Slovaquie   |